# هنگامه (خواننده ایرانی)
هنگامه برزین با نام هنری هنگامه (زادهٔ ۱۶ مرداد ۱۳۴۳ در لاهیجان) خواننده پاپ ایرانی ساکن لس‌آنجلس است.

## زندگی‌نامه
هنگامه در لاهیجان متولد شد. او همراه خانواده و خواهر بزرگ‌ترش در سه سالگی به تهران آمدند. پدر وی کسی بود که از او برای حضور در عرصهٔ خوانندگی و نمایش حمایت کرد و او در کلاس‌های موسیقی تعدادی از استادان موسیقی سنتی ایرانی شرکت نمود. آموختن نواختن نی و فلوت و یادگیری مدهای موسیقی کلاسیک فارسی(ردیف) توسط پدرش، شالودهٔ موسیقایی هنگامه را تشکیل داد؛ طوری که وی از حمایت خانواده و دوستانش بهره‌برد. او بعد از پایان تحصیلش (پایان دورهٔ دبیرستان)، ازدواج کرد و صاحب یک دختر با نام «سوگند» شد و پس از مهاجرت از ایران وارد حرفهٔ خوانندگی گردید. هنگامه همواره از گوگوش به‌عنوان الگوی خود در موسیقی یاد می‌کند.

## شروع فعالیت هنری
در سال ۱۹۹۲، هنگامه همراه همسر و دخترش به ونکوورِ کانادا مهاجرت کرد. در آن‌جا، علی الهی (نوازندهٔ ردیف مضراب پیانو) و فریدون آسرایی (خواننده) را ملاقات کرد و توسط این دو نفر به کامران (خواننده) و رامین زمانی (نویسندهٔ متن موسیقی و تولیدکننده) معرفی شد.
در سال ۱۹۹۵، هنگامه، فریدون و کامران به‌طور رسمی کار خود را همراه با رامین زمانی شروع نمودند و گروهی به نام «گروه پرواز» تشکیل دادند. آن‌ها اولین کار را با نام «ایرانم» تولید کردند و محبوبیت آن‌ها به فراتر از ونکوور توسعه پیدا کرد و جمعیت ایرانی در لس آنجلس نیز به صورت ناگهانی با آنها آشنایی پیدا کردند.
با فرصت‌های پیش رو در لس آنجلس، هر یک از سه خواننده شروع به دنبال کردن کارِ شخصی خود کردند و هنگامه نیز، با تولیدکنندگان در تماس بود. او همکارِ وفادار رامین زمانی باقی ماند که تأثیر زیادی در خط مشی موسیقی او داشت. آلبوم «برای دیدن تو» حاصل پنج سال تلاش مداوم این دو بود که مورد استقبال قرار گرفت. دو سال بعد نیز دومین آلبوم هنگامه به نام «ارتش صلح» منتشر شد.
بعد از فوت مهستی در سال ۱۳۸۶، وی جز ۴ خوانندهٔ خانم ایرانی بود که به‌همراه سپیده، لیلا فروهر و هلن، به درخواست شبکهٔ تپش، برای ساخت آهنگی برای یادبود مهستی دعوت شد.

## ترانه‌شناسی

### آلبوم‌ها[۷]
برای دیدن تو (۱۳۸۳)
| شماره | نام ترانه                          | ترانه‌سرا      | آهنگساز     | تنظیم                      |
| ----- | ---------------------------------- | ------------- | ----------- | -------------------------- |
| ۱     | برای دیدن تو                       | هما میرافشار  | رامین زمانی | رامین زمانی / دیوید بتسامو |
| ۲     | بی تو هرگز                         | مریم حیدرزاده | رامین زمانی | شهرام آذر                  |
| ۳     | دعا                                | مریم حیدرزاده | رامین زمانی | رامین زمانی / دیوید بتسامو |
| ۴     | وقتی رفت                           | مریم حیدرزاده | رامین زمانی | رامین زمانی                |
| ۵     | نقاشی                              | مریم حیدرزاده | رامین زمانی | رامین زمانی                |
| ۶     | ایرانم (با کامران و فریدون آسرایی) | رامین زمانی   | رامین زمانی | رامین زمانی                |
| ۷     | سفر                                | مریم حیدرزاده | رامین زمانی | شهرام آذر                  |

ارتش صلح (۱۳۸۵)
| شماره | نام ترانه           | ترانه‌سرا        | آهنگساز     | تنظیم       |
| ----- | ------------------- | --------------- | ----------- | ----------- |
| ۱     | یا تو یا هیچ‌کس دیگه | مریم حیدرزاده   | رامین زمانی | رامین زمانی |
| ۲     | معجزه               | مریم حیدرزاده   | رامین زمانی | رامین زمانی |
| ۳     | ارتش صلح            | رامین زمانی     | رامین زمانی | رامین زمانی |
| ۴     | ادعا                | مریم حیدرزاده   | رامین زمانی | رامین زمانی |
| ۵     | بهونه               | مریم حیدرزاده   | رامین زمانی | رامین زمانی |
| ۶     | آخر خط من‌وتو        | شاهکار بینش‌پژوه | رامین زمانی | روما کانیان |
| ۷     | ایران               | رامین زمانی     | رامین زمانی | رامین زمانی |

### تک‌آهنگ‌ها[۸]
| نام ترانه           | ترانه‌سرا                     | آهنگساز                | تنظیم                   | سال انتشار |
| ------------------- | ---------------------------- | ---------------------- | ----------------------- | ---------- |
| میدلی (به‌یاد مهستی) | -                            | -                      | شوبرت آواکیان           | ۲۰۰۷       |
| اجازه               | مریم حیدرزاده                | رامین زمانی            | رامین زمانی و فرهاد زند | ۲۰۱۰       |
| خالکوبی             | امین بامشاد                  | حمید عسکری و آرش قنادی | آرش قنادی و کیارش پوزشی | ۲۰۱۱       |
| آغوش                | فرشاد بهرامی و ایمین         | هومن                   | KC Bondar               | ۲۰۱۳       |
| وقتی اومدی تو قلبم  | مریم حیدرزاده                | رامین زمانی            | افشین خواجه‌نژاد         | ۲۰۱۴       |
| جنون                | المیرا اسکندری               | ارسلان                 | رامین زمانی / KC Bondar | ۲۰۱۴       |
| قسم می‌خورم          | رامین زمانی                  | رامین زمانی            | رامین زمانی / KC Bondar | ۲۰۱۵       |
| از وقتی رفتی        | رامین زمانی                  | رامین زمانی            | روما کانیان / KC Bondar | ۲۰۱۵       |
| کجا بودی تا حالا    | رامین زمانی                  | رامین زمانی            | میلاد بهشتی             | ۲۰۱۶       |
| عشق خالص            | امین بامشاد                  | امین بامشاد            | MoMoRizza               | ۲۰۱۸       |
| بوی عیدی (بازخوانی) | شهیار قنبری                  | اسفندیار منفردزاده     |                         | ۲۰۱۹       |
| سلام                | رامین زمانی و سونیا مکاری‌پور | رامین زمانی            | رامین زمانی             | ۲۰۱۹       |
| خوش‌حالم             | رامین زمانی                  | رامین زمانی            | وحید شاد                | ۲۰۱۹       |
| درس می‌گیرم          | الهه رشیدی                   | رامین زمانی            | رامین زمانی             | ۲۰۲۱       |
| نگران نباش          | افشین مقدم                   | عرفان پرقوه            | میلاد پرقوه             | ۲۰۲۲       |
| دلسرد               | افشین مقدم                   | میلاد پرقوه            | میلاد پرقوه             | ۲۰۲۲       |
| نفس                 | افشین مقدم                   | وحید پویان             | فرید مهاجرپور           | ۲۰۲۲       |
| معرکه               | افشین مقدم                   | میلاد پرقوه            | میلاد پرقوه             | ۲۰۲۳       |
| شاه دوماد بازخوانی  | سیروس آرین پور               | عطاالله خرم            | تاده آبولیان            | ۲۰۲۳       |

## نگارخانه

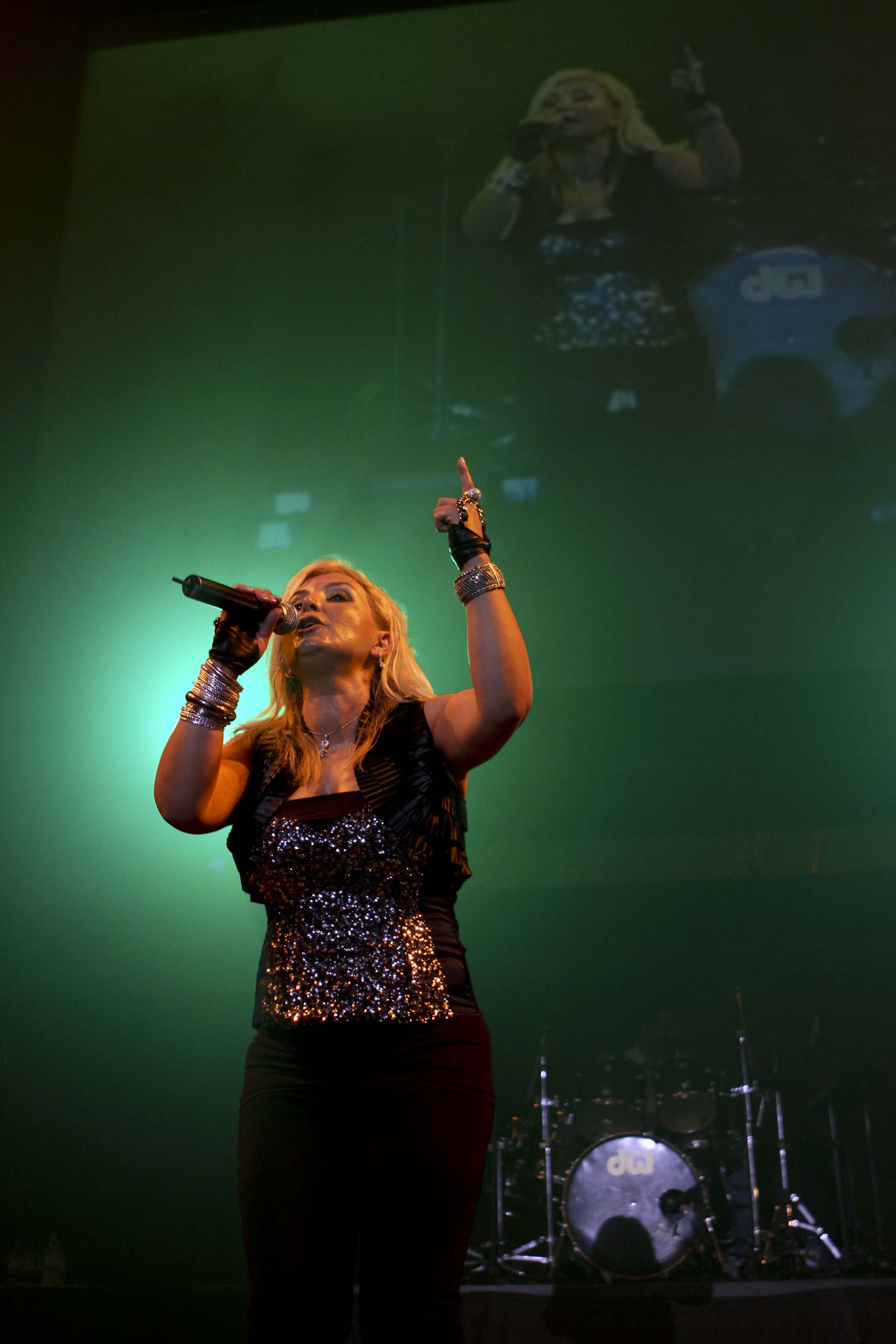
کنسرت هنگامه در کوالا لامپور، نوروز ۱۳۸۹
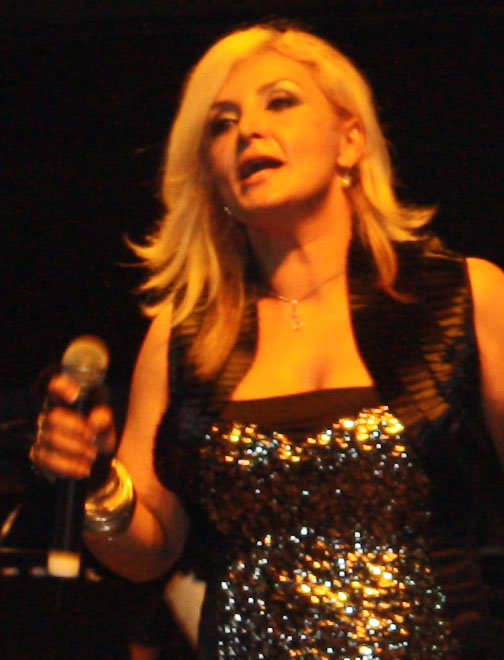
کنسرت هنگامه در کوالا لامپور، نوروز ۱۳۸۹
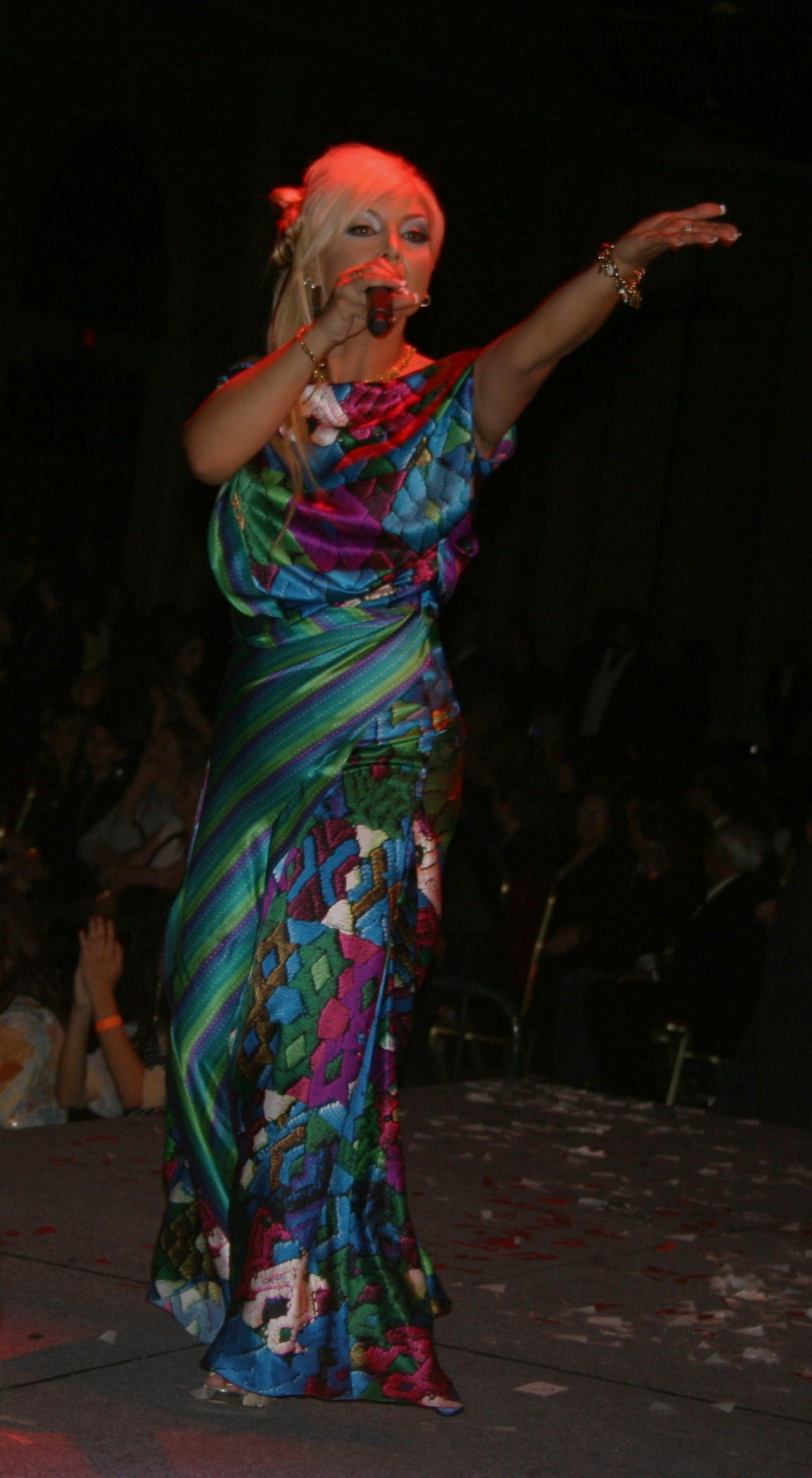
کنسرت هنگامه در لاس وگاس، دسامبر ۲۰۰۸
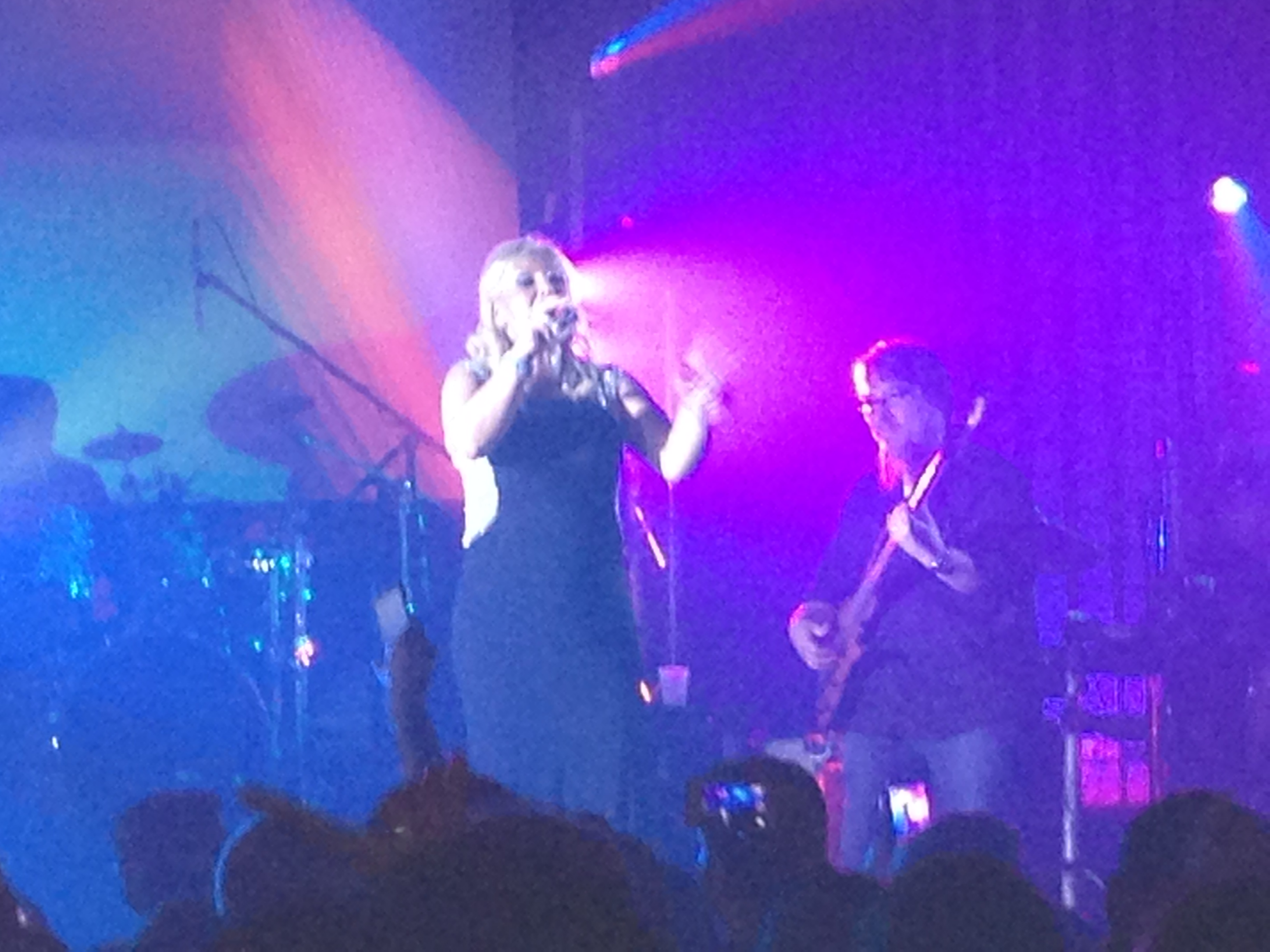
کنسرت هنگامه در هیوستون، نوروز ۱۳۹۳